# Bố tôi là người hùng
Bố tôi là người hùng (tiếng Trung: 必勝大丈夫, tiếng Anh: My Hero, My Daddy) là một bộ phim truyền hình Đài Loan thể loại tình cảm, hài hước dựa trên Tiệm may quý ông được sản xuất vào năm 2019 bởi Trịnh Bác Nguyên (鄭博元). Phim được phát sóng lần đầu vào ngày 31 tháng 7, 2018. Tại Việt Nam, bộ phim được Đài Truyền hình Thành phố Hồ Chí Minh mua bản quyền và công chiếu từ ngày 1 tháng 1, 2021.

## Nội dung
Bố tôi là người hùng xoay quanh câu chuyện về gia đình Sư Phụ Hoàng – một nhà thiết kế vest lâu đời cho một thương hiệu thời trang nam nổi tiếng ở Đại Lục. Ông có được một chỗ đứng vững chắc đầy kinh nghiệm và mệnh danh là người có cách nhìn người, nhìn việc một cách hoàn hảo và thành công, là một trong những người đi đầu trong ngành thiết kế Âu Phục Tính tình hòa đồng và gần gũi, nhưng ông lại là một người có chuẩn mực đạo đức truyền thống.
Ông có 3 cô con gái với ba tính cách vô cùng khác nhau. Tình yêu quá lớn của người cha dành cho các cô con gái đã đẩy ông vào cuộc chiến với các chàng rể trong chính gia đình mình. Ba cô con gái của ông với 3 tính cách khác nhau nhưng tựu chung lại đều rất mạnh mẽ, sống tình cảm và có chính kiến, chính vì vậy chuyện tình cảm của mỗi người con gái luôn khiến ông lo lắng không yên.
Thiên Lam, cô con gái lớn nhất, yêu giám đốc Hứa Minh Lục, con trai của người quản lý nơi ông Hoàng làm việc – người không bỏ lỡ bất kỳ cơ hội nào để gây khó dễ cho cuộc sống của ông; cô con gái thứ 2, chạy trốn khỏi vòng tay của ông để đi theo tiếng gọi của tình yêu; trong khi đó, cô con gái út cũng thử thách tình yêu của người cha khi cô vượt qua giới hạn cấm kỵ và những quy tắc của ông đặt ra để chọn một nghề nghiệp liên quan đến nghệ thuật, đồng thời chọn một người yêu không như mong muốn của ông.
Ông Hoàng bảo vệ ba tình yêu lớn nhất của cuộc đời mình bằng mọi cách, từ đó tạo ra những mâu thuẫn lớn có thể bùng nổ thành xung đột.

## Phát sóng

### Phát sóng
| Kênh              | Khu vực   | Ngày phát sóng   | Thời gian     |
| ----------------- | --------- | ---------------- | ------------- |
| SET Metro         | Đài Loan  | 8 tháng 1, 2019  | 20:00－21:00  |
| CTV               | Đài Loan  | 6 tháng 10, 2021 | 20:00 - 22:00 |
| Jia Le Channel    | Singapore | 5 tháng 4, 2019  | 18:00 - 19:00 |
| HTV3              | Việt Nam  | 1 tháng 1, 2021  | 19:00 - 20:00 |
| VTVCab 5-Echannel | Việt Nam  | 2019             | 20:00         |
| MyTV              | Việt Nam  | 19 tháng 6, 2020 | 00:00         |

### Nền tảng số
| Kênh    | Quốc gia | Ngày phát sóng  | Thời gian |
| ------- | -------- | --------------- | --------- |
| Vidol   | Đài Loan | 8 tháng 1, 2019 | 21:00     |
| IQIYI   | Đài Loan | 9 tháng 1, 2019 | 24:00     |
| LINE TV | Đài Loan | 9 tháng 1, 2019 | 24:00     |

### Re-live
| Kênh      | Quốc gia | Ngày phát sóng   | Thời gian     |
| --------- | -------- | ---------------- | ------------- |
| SET Metro | Đài Loan | 9 tháng 1, 2019  | 00:00－01:00  |
| SET Metro | Đài Loan | 9 tháng 1, 2019  | 13:00－14:00  |
| SET Metro | Đài Loan | 9 tháng 1, 2019  | 18:00－19:00  |
| CTV       | Đài Loan | 7 tháng 10, 2010 | 00:00 - 02:00 |
| CTV       | Đài Loan | 7 tháng 10, 2010 | 10:00 - 11:58 |

## Đón nhận

### Tranh cãi
Ban đầu, bộ phim dự kiến sẽ kiến phát hành 60 tập phim, tuy nhiên do việc chậm trễ trả lương cho diễn viên nên buộc giảm xuống chỉ còn 41 tập.

## Bài hát
| Bài hát  | Tên bài hát     | Ca sĩ         | Lời bài hát    | Thành phần tham gia |
| Mở đầu   | Đừng làm phiền  | Zhuang Xinyan | Song Puzhao    | Zheng Jianhao       |
| Mở đầu   | 123 tôi yêu bạn | He Ziling     | Meng Jun Jiang |                     |
| Kết thúc | Đi vào trái tim | He Jingxuan   | Zheng Jianhao  | Zheng Jianhao       |

## Ban sản xuất
- Đạo diễn：
  - Ri ko jo, Harutoshi Ren, Kaba Cai, Takeo Kan (Tập 1-3)
  - Li Kongwei (Tập 4-41)
- Điều phối viên biên kịch：
  - Yan Yifan, Yuan Yi (Tập 1-3)
  - Yan Yifan (Tập 4-8)
  - Zou Weigang (Tập 9-22)
  - Caffeine (Lưu Diệc Phi), Guo Shiwei (Tập 23-41)
- Biên kịch：
  - Chen Fangxian, Lu Jiayin (Tập 1-8)
  - Lin Weiting, Yu Jiaan, Joey, Huang Huaile (Tập 9-22)
  - Li Huiping (Tập 23-24)
  - Li Huiping, Qiu Siyun (tập 25-27)
  - Li Huiping, Qiu Siyun, Xiao Yiwei (Tập 28-33)
  - Li Huiping, Xiao Yiwei (Tập 34-41)
- Hệ thống đạo diễn: Wang Shujuan
- Đơn vị sản xuất: Chen Weihan, Zheng Boyuan, Sanli TV, Leslie Media
- Đơn vị tài trợ
  - Sanli Metropolis: TT Porter Man Mask
  - Vidol：柏客金Buckskin[19]

## Nhân vật
Bộ phim có sự góp mặt của các của các diễn viên Châu Hiểu Hàm, Châu Hiếu An, Khưu Hạo Kỳ.

### Nhân vật chính
| Diễn viên     | Tên tiếng Hoa | Nhân vật        | Tên tiếng Hoa |
| ------------- | ------------- | --------------- | ------------- |
| Chu Hiểu Hàm  | 周曉涵        | Hoàng Thiên Lam | 黄天林        |
| Châu Hiếu An  | 周晓安        | Hứa Minh Lục    | 华明吕        |
| Thái Chấn Nam | 蔡震南        | Hoàng Kim Phát  | 黄金发        |

### Nhân vật phụ
| Nhân vật          | Tên tiếng Hoa |
| ----------------- | ------------- |
| Hoàng Thiên Hồng  | 黄天鸿        |
| Đặng Tử Trần      | 党图陈        |
| An Đức Sinh       | 安德信        |
| Lương Diệt Sang   | 龙蝶生        |
| Nghệ Mễ           | 艾米          |
| Hoàng Thiên Trinh | 黄天贞        |